# Filippo Solari

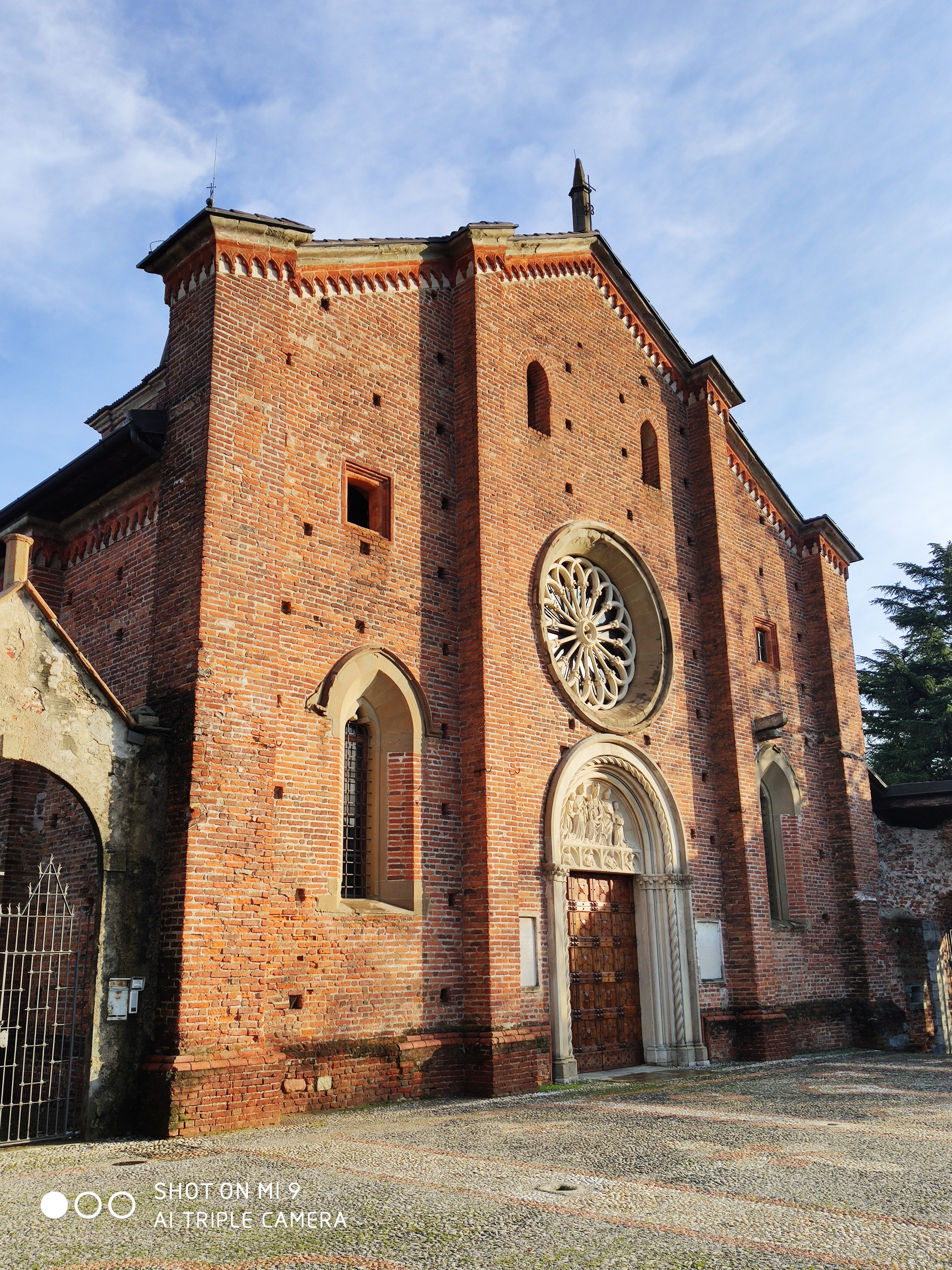
Stiftskirche von Castiglione Olona. Projekt- und Bauleitung: Giovanni Solari und Gebrüder Filippo und Alberto

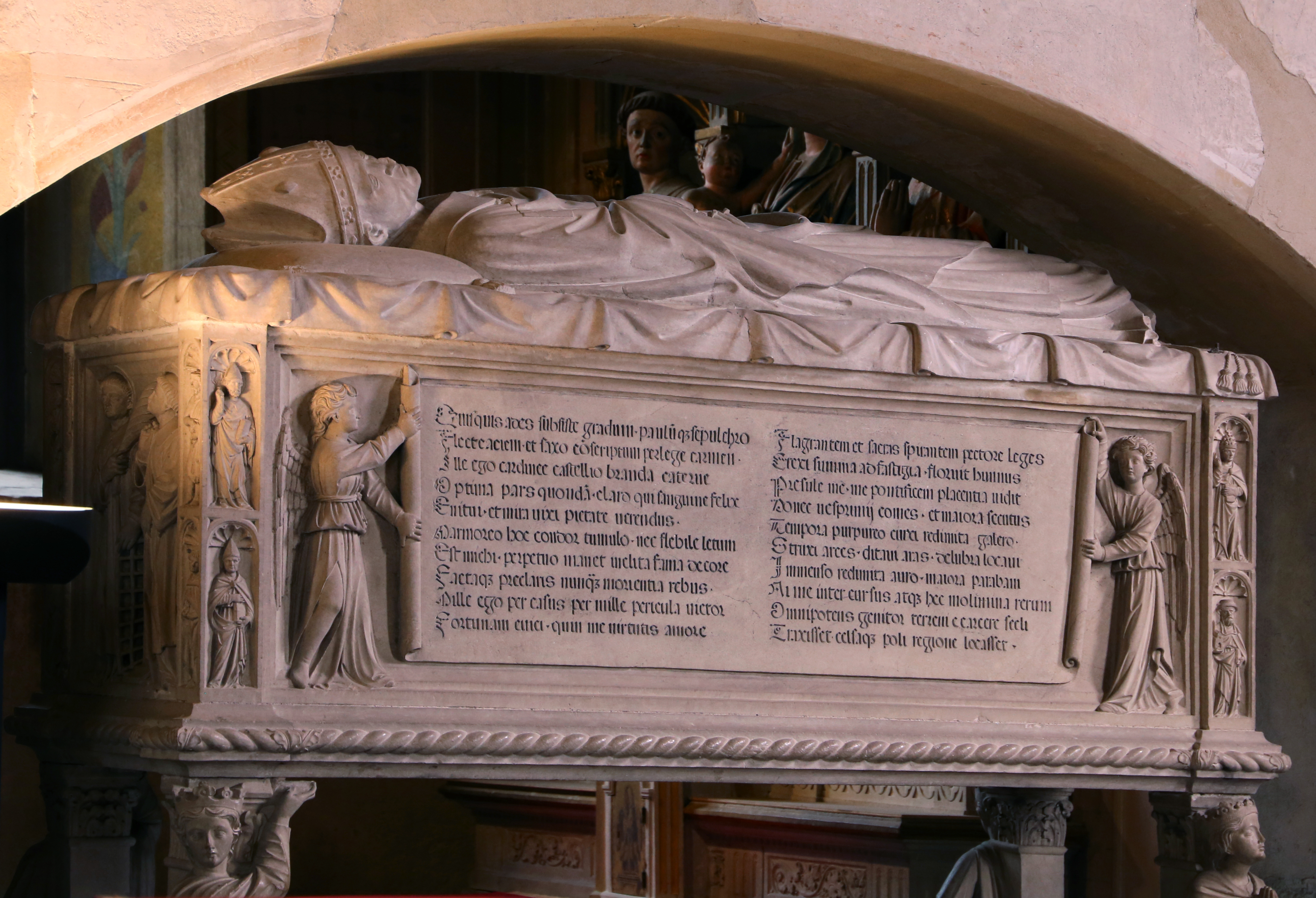
Stiftskirche von Castiglione Olona, Grabdenkmal Branda Castiglioni

Filippo Solari (* um 1400 in Carona; † vor 19. September 1453 ebenda) war ein bedeutender Meister der gotischen Bildhauerei in Norditalien.

## Leben
Filippo war Sohn von Baldassarre Solari und Bruder von Andrea Solari Senior. Seine wichtigsten Werke sind in Venedig, Verona, Castiglione Olona, Mailand und Genua zu sehen. Er arbeitete oft mit seinem Landsmann Andrea da Ciona zusammen; beide sind sie auch als Maestri caronesi bekannt.

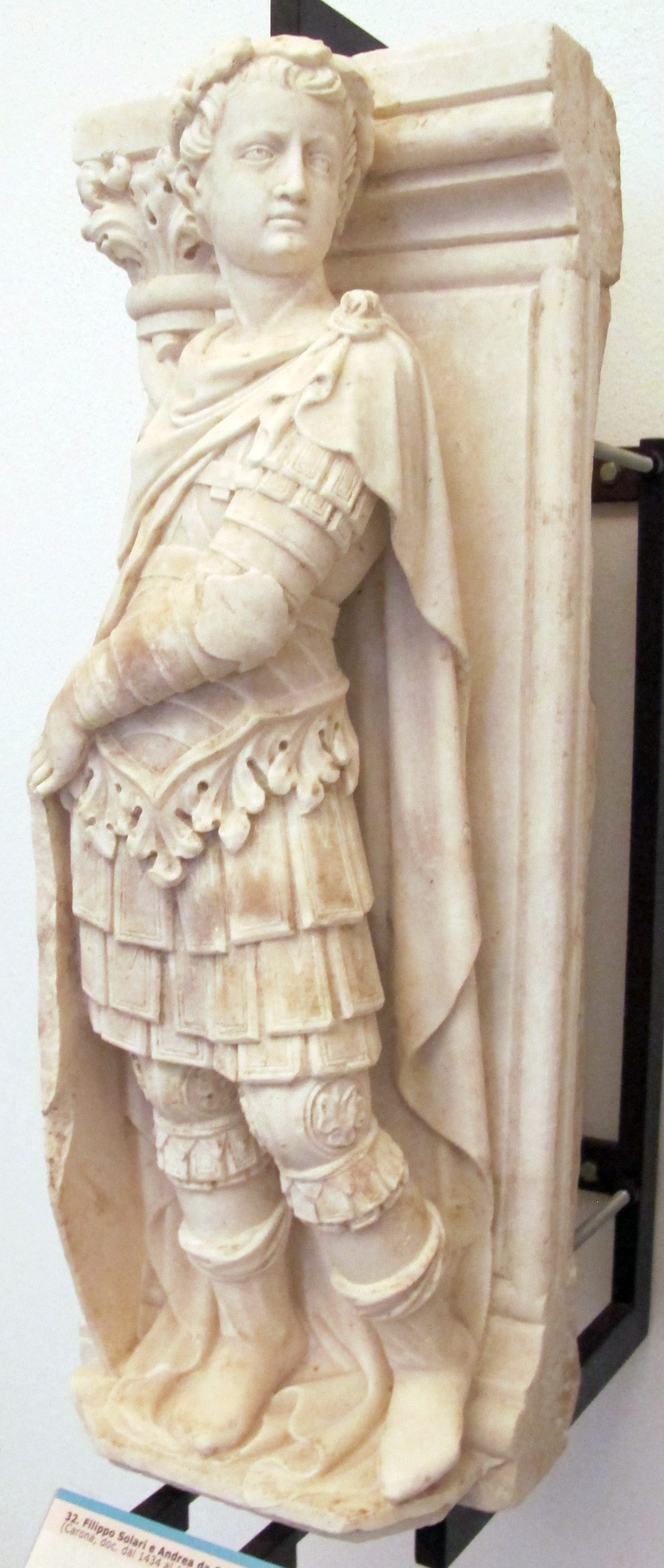
Filippo Solari und Andrea da Carona, Heiliger Georg

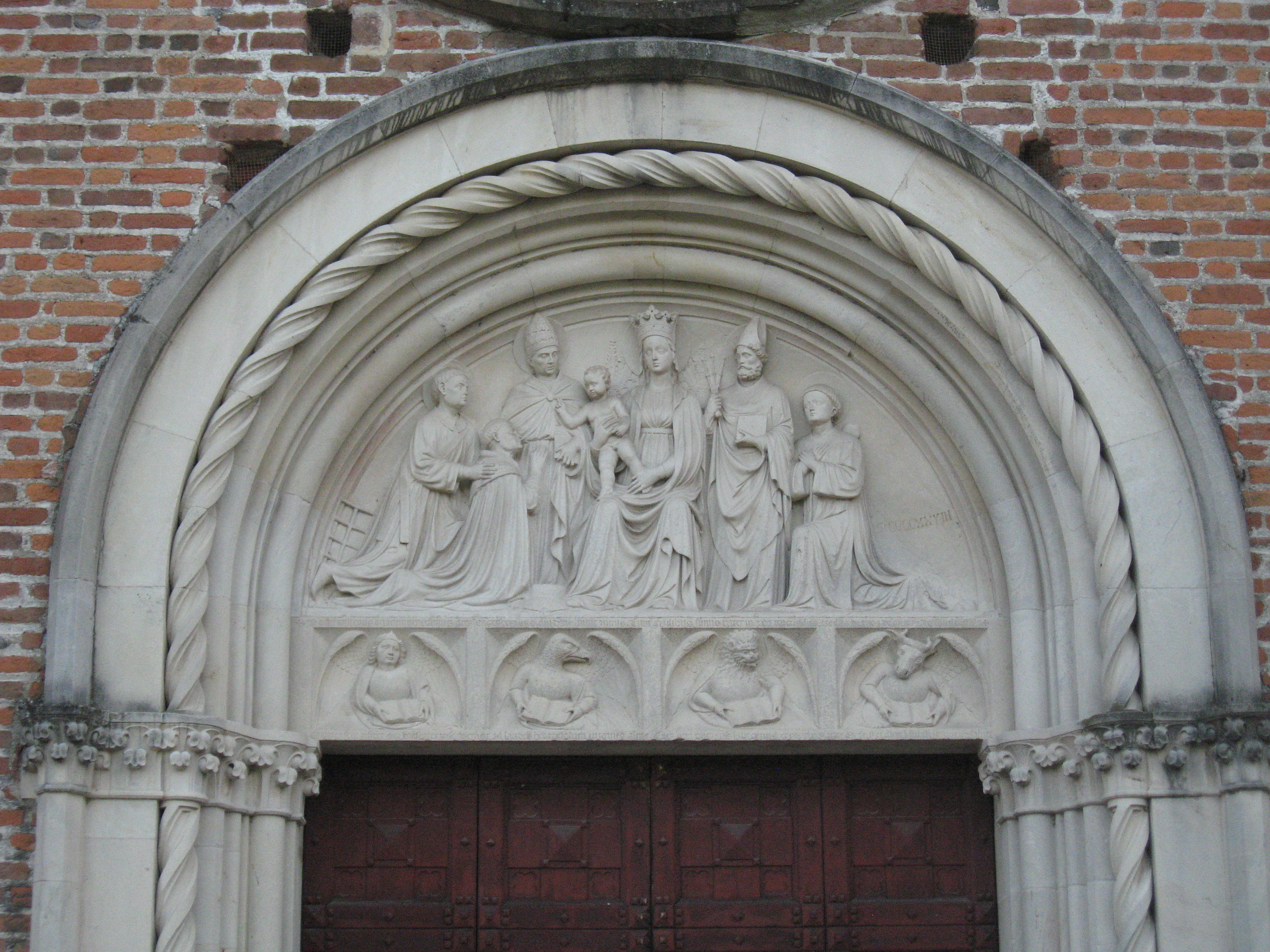
Filippo Solari und Andrea da Carona, Lunette der Stiftskirche, Castiglione Olona

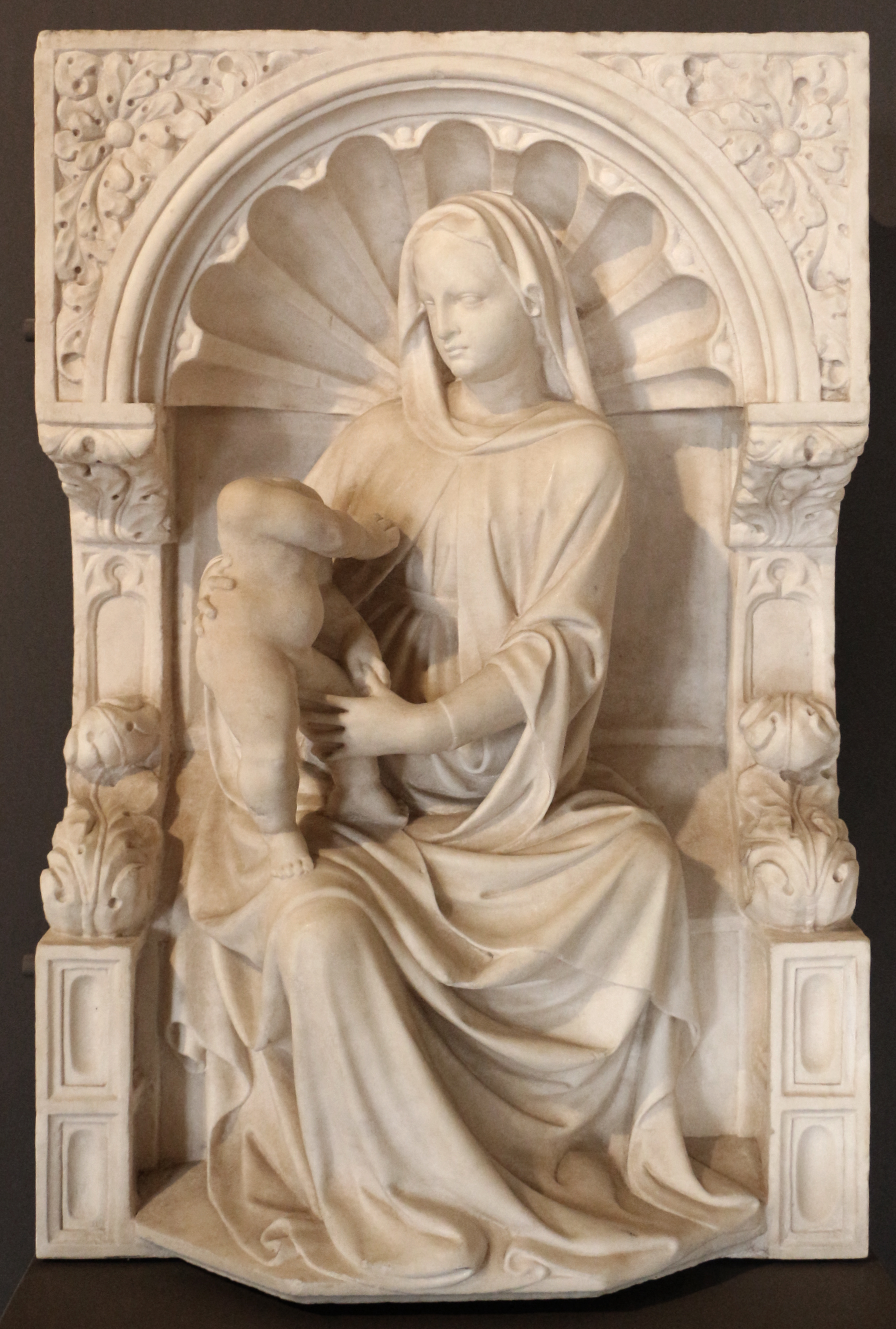
Filippo Solari und Andrea da Carona, Kartause von Ferrara, Madonna mit Kind

Im dritten Jahrzehnt des 15. Jahrhunderts war er mit seiner Werkstatt in Castiglione Olona mit der bildhauerischen Ausschmückung der Kirchen und Paläste der Heimatstadt des mächtigen Kardinals Branda Castiglioni beschäftigt. Für die Brüder Vitaliano und Giovanni Borromeo schuf er das Grabdenkmal, das ursprünglich in der Kirche San Francesco Grande in Mailand aufgestellt und später in der Kapelle des Palazzo Borromeo auf der Isola Bella wieder aufgestellt wurde. Für dieses Monument, eines der prächtigsten, faszinierendsten und weniger bekannten unseres 15. Jahrhunderts werden in den Rechnungsbüchern der Borromäer für die Jahre 1445 und 1446 gemeinsame Zahlungen an Filippo und Andrea da Carona verzeichnet. Auf der Grundlage dieses Werks mit seinen äußerst charakteristischen und erkennbaren Stilmerkmalen haben die Studien der letzten vierzig Jahre die Namen der beiden Tessiner Meister mit einem umfangreichen Katalog in Verbindung gebracht, der von einer äußerst umfangreichen Tätigkeit zeugt, die ein ganzes Gebiet in Norditalien, von Udine bis Savona, umfasst.
Auf der Ebene der Zuschreibungen bietet das marmorne Altarbild, das Christus in der Glorie zwischen Johannes dem Täufer und Margareta darstellt und aus der Kirche Sankt Johannes der Täufer in Savona stammt und sich heute in den Sammlungen des Metropolitan Museums in New York befindet, eine Orientierungshilfe: Es ist auf 1434 datiert und mit Andreas de Giona signiert. Es wird seit langem vermutet, dass er Filippo Solaris Begleiter bei der Unternehmung für die Borromäer war. Diese Hypothese stützt sich zum einen auf die weitgehende stilistische Übereinstimmung zwischen dem ligurischen Altar und dem Mailänder Monument und zum anderen auf den Umstand, dass Ciona (oder Chiona) ein kleiner Vorort von Carona selbst ist. Die jüngste Entdeckung eines genuesischen Dokuments aus dem Jahr 1448, in dem die Bildhauer Andrea da Ciona und Filippo da Carona gemeinsam auftreten, scheint diese Identifizierung zu bestätigen. Das Qualitätsniveau des Savona-Altars, das leicht, aber merklich hinter den erfolgreicheren Teilen des Werks auf der Isola Bella zurückbleibt, hat mehrere Gelehrte dazu veranlasst, Filippo Solari als den begabtesten Meister des Paares anzuerkennen.
Der venezianische Katalog der beiden Maestri Caronesi, der von einer Werkstatt zeugt, die sich sehr gut in den Kontext des städtischen Mäzenatentums einfügte und Werke von höchster Bedeutung ausführte, wird schließlich durch zwei weitere Monumente vervollständigt, die Filippo Solari und seine Werkstatt in der Lagune von Venedig realisierten, aber für Ferrara bzw. Udine bestimmt waren. Das erste und wichtigste ist das Grabdenkmal von Giacomo Sacrati, ein Werk rein venezianischen Typs, das sich früher in San Domenico befand und dessen figurative Elemente heute zwischen dem Museum des Hauses Romei (Madonna mit Kind) und dem Museum des Doms von Ferrara (Santi Giacomo maggiore, Giorgio, Filippo und Antonio abate); die Inschrift auf dem Werk, die nicht mehr existiert, aber im 17. Jahrhundert transkribiert wurde, trägt das Datum 8. Januar 1428, (wahrscheinlich Tod von Sacrati).

## Werke
- Marmoraltarbild mit der Darstellung Christus in der Herrlichkeit zwischen den Heiligen Johannes dem Täufer und Margareta aus der Kirche Sankt Johannes der Täufer in Savona, heute in den Sammlungen des Metropolitan Museum of New York, datiert 1434 und signiert Andreas de Giona;
- in Venedig werden einige Kapitelle des Portikus und der Loggia des Westflügels des Dogenpalasts (Venedig), die zwischen 1424 und 1435 errichtet wurden, den Caroneser Meistern zugeschrieben;
- Taufbecken der Kirche San Giovanni in Bragora;
- Statuen der Madonna mit Kind und des Heiligen Franziskus, die das Hauptportal der Santa Maria Gloriosa dei Frari krönen (zugeschrieben);
- Grabdenkmal von Giacomo Sacrati, früher in San Domenico in Venedig, aufgeteilt zwischen dem Museo di Casa Romei, Madonna mit Kind und dem Museo del duomo di Ferrara Statuen der Heiligen Jakobus der Ältere, Georg, Philippus und Antonius Abt;
- Begräbnis Christi in der Basilika Sant’Anastasia in Verona;
- Lünette mit der Madonna mit Kind, den Heiligen Laurentius, Klemens, Ambrosius, Stephanus und der Patronin Branda Castiglioni am Portal der Stiftskirche der Heiligen Laurentius und Stephanus in Castiglione Olona, 1428;
- Klage über den toten Christus in der Kirche von San Fermo Maggiore, Verona;
- Zwei Altarbilder für die Kirche der Heiligen Stephanus und Lorenz in Castiglione Olona, ein Triptychon mit den Statuen der Madonna und der beiden Titulardiakone und ein Altarbild mit Christus dem Erlöser und den zwölf Aposteln in Relief, der Tabernakel für die Eucharistie und das Grabdenkmal des Kardinals Branda Castiglioni;
- Taufbecken für das Baptisterium von Castiglione Olona;
- die gesamte bildhauerische Ausstattung der Kirche Santissimo Corpo di Cristo in Castiglione Olona, bekannt als Chiesa di Villa;
- in der Kirche der Heiligen Georg und Andrea in Carona befinden sich ein kleines Taufbecken und ein steinerner Eucharistiealtar.
- Grabdenkmal von Francesco Spinola, 1442, heute im Innenhof des Palazzo Spinola di Pellicceria in Genua;
- Eucharistischer Tabernakel, mehr als sechs Meter hoch, für die Kathedrale San Lorenzo (Genua), zerlegt;
- im Palast des Bankiers Brancaleone Grillo, in Vico Mele, das Marmorportal.